# Iberské pohoří
Iberské pohoří či Iberské hory (španělsky Sistéma Ibérico či Cordillera Ibérica) je jeden z hlavních horských systémů na Iberském poloostrově, na východě Španělska. Rozkládá se od severozápadu k jihovýchodu v délce okolo 350 km, maximální šířku má 200 km. Leží na území autonomních společenství Kastilie a León, Kastilie-La Mancha, La Rioja, Aragonie a Valencie. Vyskytují se zde vrcholy jejíž nadmořská výška přesahuje 2 000 m. Nejvyšší horou je s 2 314 metry Moncayo. Na západě Iberské pohoří sousedí s Kastilským pohořím a Mesetou, na východě s pánví řeky Ebro. Pohoří tvoří rozvodí mezi řekami vlévajícími se do Atlantského oceánu a Středozemního moře. Pramení zde řeky Duero, Júcar a Tajo.

## Geologie
Vrásnozlomové pohoří je složené z druhohorních sedimentů, s převahou vápenců. Podloží tvoří prvohorní horniny. Iberské pohoří bylo zvrásněno v třetihorách, současně s východně ležícími Pyrenejemi.

## Geografie
Iberské pohoří tvoří složitý systém horských pásem, náhorních plošin a kotlin. Údolí řeky Jalón rozděluje Iberské pohoří na menší, ale o něco vyšší severní část a na plošně rozsáhlejší jižní část. V severní části leží nejvyšší pohoří Sierra del Moncayo a Sierra de la Demanda s nejvyšší horou Moncayo. Vrcholy hor jsou většinou zaoblené, na svazích se místy vyskytují kamenná moře. V jižní části převládají rozsáhlé zvlněné náhorní plošiny (s nadmořskou výškou 1 100 až 1 500 m) tvořené krasovými horninami. Nejvyšší pásma rovněž přesahují 2 000 m. Ze severu k jihu je jižní část Iberského pohoří rozdělena soustavou tektonických příkopů.
V pohoří rostou především jehličnaté lesy a jsou zde horské pastviny. Nachází se zde ložiska rud železa a barevných kovů.

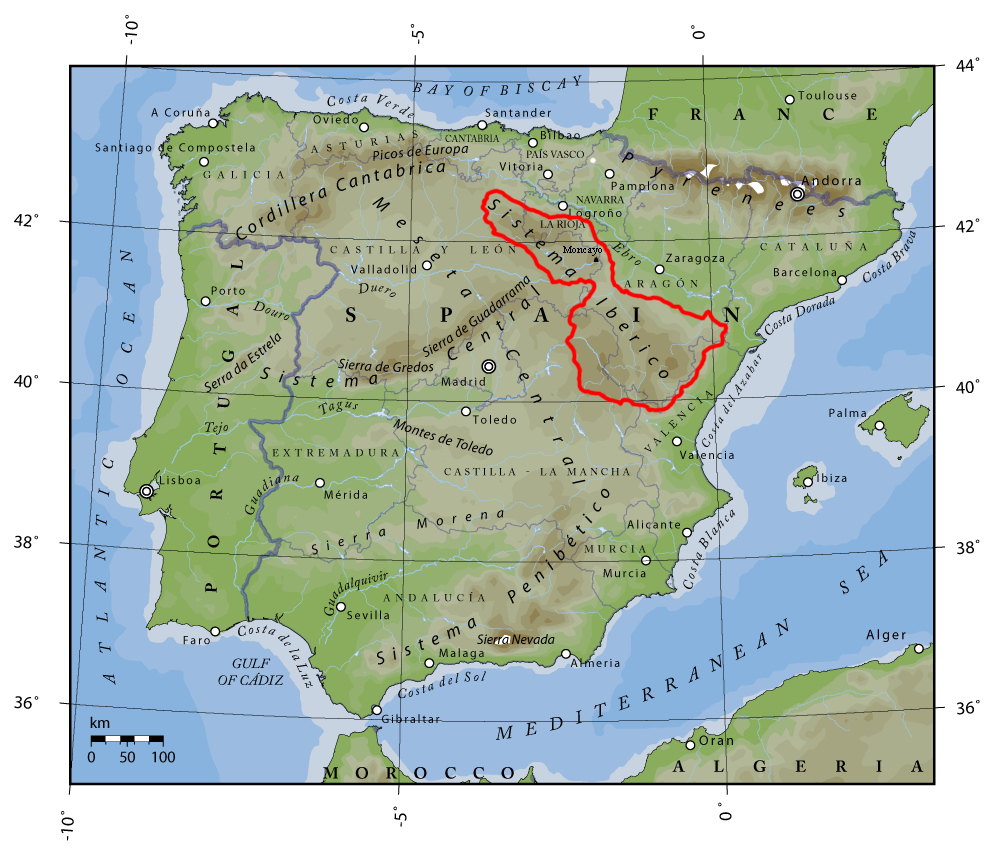
Iberské pohoří na fyzické mapě Španělska